# Amy Fay

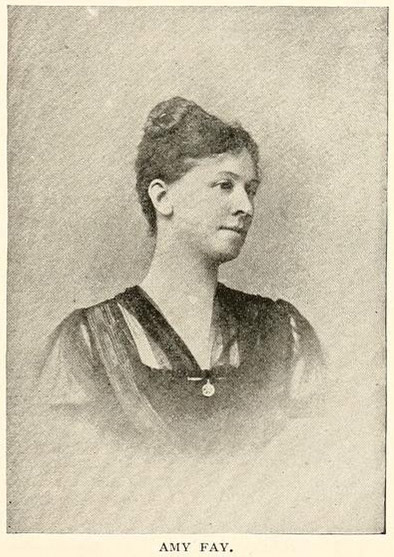
Amy Fay (vor 1897)

Amy Fay; Amelia Muller Fay (* 21. Mai 1844 in Bayou Goula, Louisiana; † 9. November 1928) war eine amerikanische Konzertpianistin und Managerin der New York Women’s Philharmonic Society.

## Leben
Amy Fay war die Tochter von Reverend Charles Fay und Emily geb. Hopkins aus Louisiana und St. Albans (Vermont). Ihr Onkel war der Komponist Charles Jerome Hopkins. Ihre Schwester Rose Emily Fay heiratete den Dirigenten Theodore Thomas, und ihre Schwester Melusina Fay Peirce war die Frau des amerikanischen Philosophen Charles Sanders Peirce.
Amy Fay studierte Klavier bei John Knowles Paine in Harvard und am New England Conservatory of Music. Von 1869 bis 1875 setzte sie ihren Unterricht in Deutschland fort, wo sie bei den prominentesten Lehrern Europas studierte: den Pianisten Carl Tausig, Theodor Kullak, Franz Liszt und Ludwig Deppe. Deppes Klaviertechnik revolutionierte ihr Spiel und diente als Methode, die sie später ihren eigenen Schülern lehrte.
Ihre Briefe aus Deutschland, in denen sie ihre Ausbildung und die von ihr besuchten Konzerte beschrieb, wurden 1880 unter dem Titel Music-Study in Germany veröffentlicht und erfuhren zahlreiche Auflagen. Diese Erinnerungen enthalten auch eine umfassende biografische Skizze von Franz Liszt.
Nach ihrer Rückkehr nach Boston wurde Fay für ihre „Piano Conversations“ bekannt: Liederabende, denen kurze Vorträge vorausgingen. Sie zog nach Chicago und New York, wo sie Mitglied und Managerin der Women’s Philharmonic Society of New York wurde.

## Veröffentlichungen
- Music-Study in Germany. From the Home Correspondence of Amy Fay, hrsg. von Melusina Fay Peirce [1836–1923, Amy Fays Schwester], 9. Aufl., A.C. McClurg and Company, Chicago 1886 [Erstveröffentlichung 1880] (online bei IMSLP.org).  Reprint New York 1991, ISBN 0548745412
  - Deutsche Übersetzung: Musikstudien in Deutschland. Aus Briefen in die Heimath. Robert Oppenheim, Berlin 1882 (online bei GoogleBooks); Reprint: ConBrio-Verl.-Ges., Regensburg 1996.
- The Deppe Finger Exercises for Rapidly Developing an Artistic Touch in Piano Forte Playing (carefully arranged, classified and explained by Amy Fay). 1890, Straub & Co., Chicago.

## Widmungen
Wilson Smith widmete ihr seine Piano Pieces op. 43, William H. Sherwood widmete ihr die Suite op. 5.

## Sekundärliteratur
Caland, Elisabeth Die Deppe’sche Lehre des Klavierspiels (1897); Repr. Wilhelmshaven, 2004. ISBN 3-7959-0854-X
Gerig, Reginald: Famous Pianists and Their Technique; Washington, 1976. ISBN 0-88331-066-X
Ydefeldt, Stefan, Die einfache runde Bewegung am Klavier: Bewegungsphilosophien um 1900 und ihre Auswirkungen auf die heutige Klaviermethodik; 2018, Augsburg: Wissner Verlag orig. Schwedisch, ISBN 978-3-95786-136-8